# Haarschmuck
Haarschmuck ist – wie Schmuck generell – ein Ziergegenstand. Man unterscheidet zwei verschiedene Bedeutungen des Ausdrucks: Einerseits die Bezeichnung von Schmuck, der dazu dient, Frisuren zu verzieren oder in ihrer Form konstruktiv zu gestalten, zum anderen Schmuck aus eigenem Haar.

## Haarschmuck als Ziergegenstand

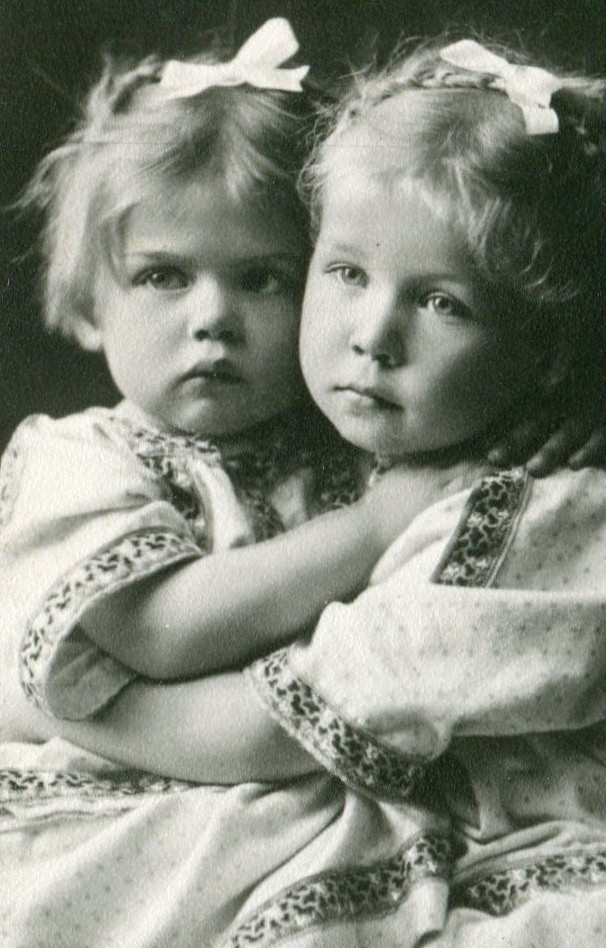
Zwei Mädchen mit Haarschleifen

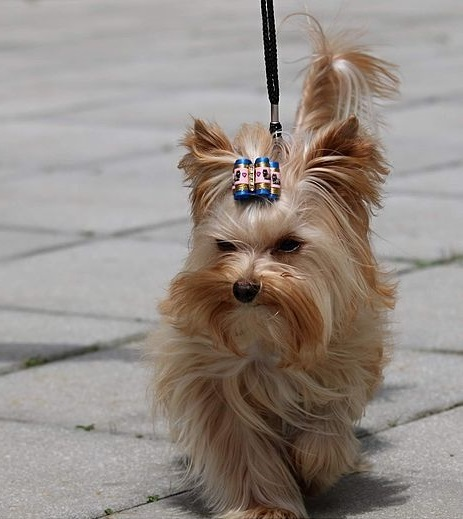
Mit einem farbigen Band verzierte Haarspange bei einem Zwerghund

Haarschmuck ist keine Erfindung der Neuzeit. Die historische Entwicklung von Haarschmuck lässt sich auf mehrere Tausende von Jahren zurückverfolgen. Bereits Blumen oder einfaches Holz gelten als erster Ansatz von Haarschmuck. Über eine damalige Verwendung zur Gestaltung von Frisuren  (Lockringe) lässt sich jedoch streiten.
Im Zuge der Entwicklung erster Hochkulturen wurde neben Bildung, Technik und Medizin auch dem Schmuck ein sehr viel höherer Stellenwert beigemessen. So trugen beispielsweise die alten Ägypter geflochtene Fäden oder Goldornamente in ihrem Haar. Auch innerhalb der chinesischen Dynastien war die Verwendung hölzerner Stäbe nicht unüblich, um das besonders dicke Haar der Asiatinnen hochzustecken.
Als besonders eindrucksvoller Haarschmuck gilt der Federschmuck amerikanischer Ureinwohner. Dieser wurde häufig zur Verzierung – unter anderem aber auch zur Unterscheidung der hierarchischen Strukturen innerhalb eines Stammes verwendet.
Bis heute hat sich Haarschmuck in sehr vielfältiger Art und Weise weiterentwickelt. Es gibt mittlerweile keinerlei materielle Einschränkungen, so dass es möglich ist, Haarschmuck aus verschiedensten Materialien wie Hölzern, (Edel-)Metallen, Textilien, Kunststoffen, (Edel-)Steinen und geschliffenen Gläsern zu beziehen.
Haarschmuck lässt sich nicht gänzlich vom Begriff der Kopfbedeckung differenzieren. Beispielsweise gilt die Krone als Abwandlung des Haarschmucks. Neben der hierarchischen Bedeutung kommt der Krone auch der Zweck einer auszeichnenden Verzierung zu. Heutige optische Überbleibsel der Krone findet man in den sogenannten Diademen. Diese werden dem Haarschmuck im Bereich Brautschmuck zugerechnet und entstammen dem Lorbeerkranz – einem Kranz, mit dem in der Antike der Sieger eines Kampfes gekrönt wurde.
Auch bei Hunden mancher Rassen wird für Hundeausstellungen am Kopfhaar eine mit einer Schleife verzierte Haarspange angebracht, um die Augen frei zu halten. Ob dieses Accessoire dem Wohlbefinden des Hundes eher dient als ein Haarschnitt, der denselben Zweck erfüllt, mag dahingestellt sein.

### Artikelgruppierungen
Moderner Haarschmuck lässt sich nach Art der Verwendung klassifizieren:
- Curlies
- Diademe
- Fascinators
- Haarbänder
- Haargummis
- Haarklammern
- Haarnadeln
- Haarreife
- Haarschieber
- Haarschleifen
- Haarspangen
- Haarstäbe
- Haarzwicker
- Kämme
- Minihüte
- Scuncis

## Schmuck aus Haar

Goldener Fingerring mit Haareinlage. Deutsch, datiert 1808

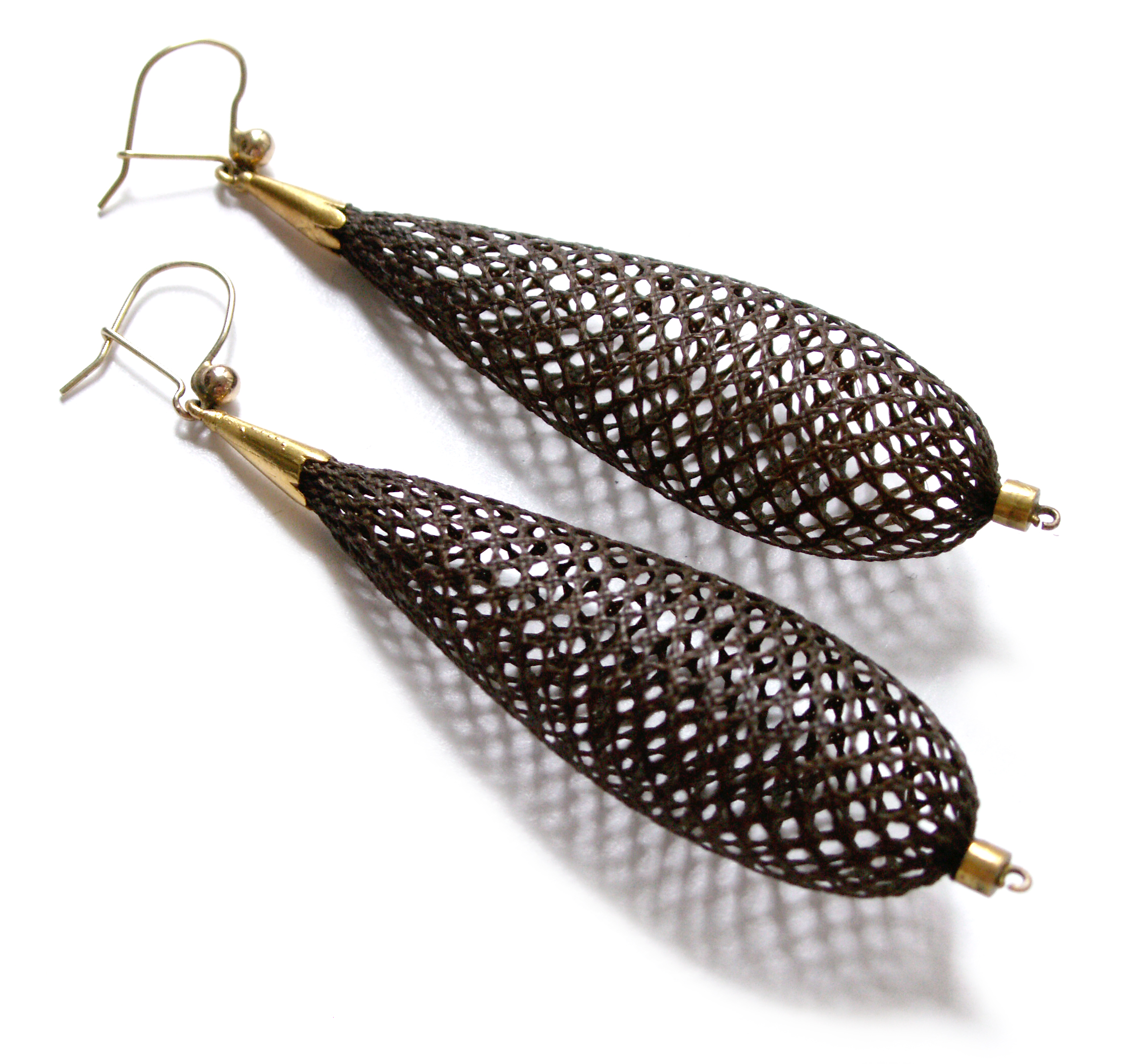
Ohrringe aus geflochtenem Haar, Deutschland um 1840

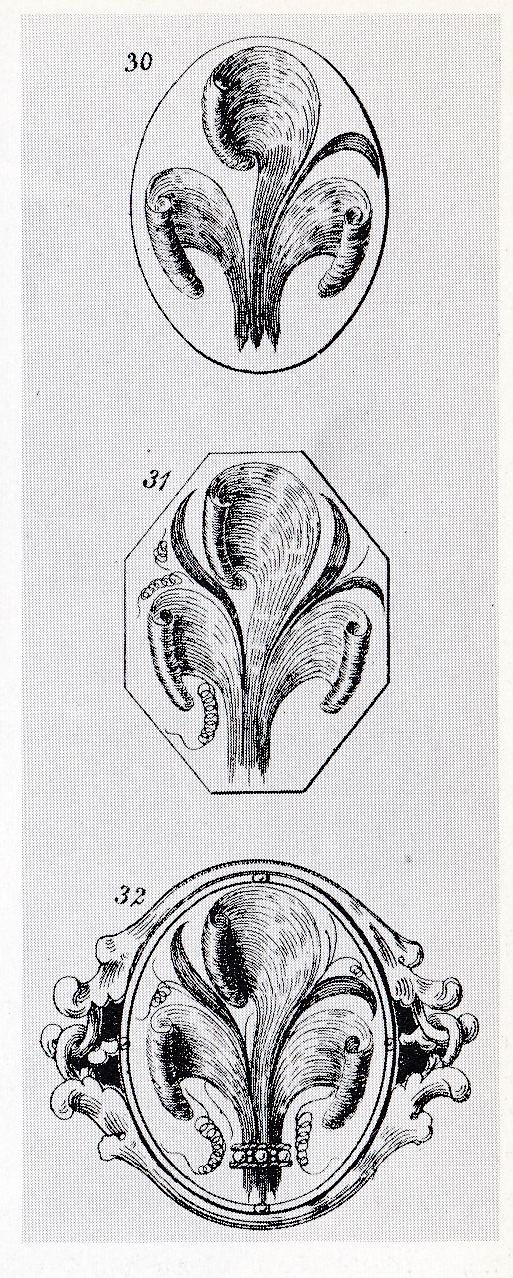
Anleitung zur Anfertigung einer Prince-of-Wales-Locke für die Montage in einer Brosche. Aus: Alexanna Speight: The Lock of hair, London, 1871

Seit dem Ende des 18. Jahrhunderts wurde Menschenhaar zu Körperschmuck verarbeitet, um eine besondere Beziehung zwischen dem ursprünglichen Träger der Kopfhaare und dem Besitzer der daraus gefertigten Objekte zum Ausdruck zu bringen. Die Blütezeit dieser Kunstform lag im 19. Jahrhundert.
Den Ursprung dieser Form des Gedenkens vermutet man im Brauch, die Haare von Verstorbenen zu Trauerschmuck zu verarbeiten. Gern wurden Haarsträhnen von toten Verwandten, aber auch die ersten Locken der Kinder unter Glas in goldgefassten Broschen („Memory-Broschen“) montiert. Das konnte relativ unaufwendig, aber auch auf höchst künstliche Weise durch Ondulierung oder Verflechtung geschehen. Beispiele für die komplizierte Anwendung finden sich im letzten Drittel des 19. Jahrhunderts in den sogenannten „Prince-of-Wales-Locken.“
Daneben entstanden in Mitteleuropa unterschiedlichste Schmuckstücke, die geflochten oder geklöppelt sind, wie Ohrringe, Armbänder, Fingerringe, Uhr- oder Halsketten. Auch hier gilt, dass sie teilweise an Verstorbene erinnern sollten, oder auch Liebesgeschenke zwischen Brautleuten waren. Möglichst wurden sie (wenn es z. B. um eine Uhrkette für den Verlobten ging) von der Schenkerin selbst angefertigt, sonst wurden Friseure oder Juweliere mit der Arbeit betraut. Dieser Mode folgend, wurden auch Haare anonymer Herkunft gewerblich zu Schmuck verarbeitet. Die Geschichte des Schmucks aus Haaren endet, wie aus der Ausbildung im Friseurhandwerk hervorgeht bald nach dem Ersten Weltkrieg.
Zur Geschichte und Verbreitung der Haararbeiten siehe auch den Artikel Haarbild; diese gerahmten Objekte, die zum Wandschmuck im Wohnbereich aufgehängt wurden, dienten in ganz ähnlicher Weise der privaten Erinnerungskultur.